# Fun, Fun, Fun
Singles de The Beach Boys
Little Saint Nick
(1963) I Get Around
/ Don't Worry Baby
(1964)
Fun, Fun, Fun est une chanson de l'album Shut Down Volume 2 de The Beach Boys composée par Brian Wilson et Mike Love. Elle a notamment été reprise par le groupe de rock Status Quo.
L'intro est fortement inspirée de la célèbre chanson Johnny B. Goode de Chuck Berry. Écrite par Brian Wilson et Mike Love, elle est réputée être basée sur une anecdote réelle de la vie de Dennis Wilson : la toute jeune fille d'un des directeurs de sa maison de disques aurait réussi à emprunter la voiture de son père (une pimpante Ford Thunderbird, ou « T-Bird »), prétendument pour aller chercher des livres de référence à la bibliothèque et préparer son travail d'étudiante....mais s'en servait en fait pour des courses échevelées avec les garçons de son âge, amateurs de Hot rods.
Le papa s'étant fâché et ayant confisqué les clés de contact, Wilson s'offrit alors à faire profiter la jeune personne de sa propre voiture.
Cette chanson est quasiment devenue un hymne au style de vie de la jeunesse californienne de l'époque : surf , filles, voitures..

## Citation
Deux vers de la chanson en résument  assez bien l'esprit :

Well seems she forgot the library like she told her old man, now"
"She makes the indy 500 look like the roman chariot race now"
"On dirait bien qu'elle à oublié ce qu'elle a raconté à son "daron" à propos d'aller à la bibliothèque, là"
"A côté de son pilotage, les 500 milles d'Indianapolis ont l'air d'une course de chars romains, là"